# Graham Robb
Graham Macdonald Robb (Manchester, 2 de junho de 1958) é um escritor inglês.
Em 28 de abril de 2008 ele recebeu o prêmio Ondaatje Prize da Royal Society of Literature por The Discovery of France.